# Lauri Kristian Relander

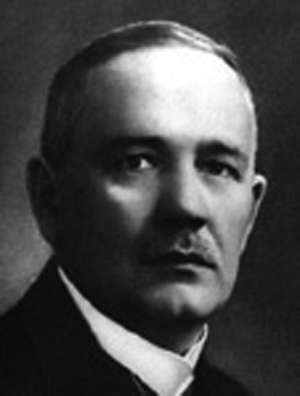
Lauri Kristian Relander

Lauri Kristian Relander (* 31. Mai 1883 in Kurkijoki bei Viipuri; † 9. Februar 1942 in Helsinki) war von 1925 bis 1931 finnischer Präsident. 

## Leben
Relander, der als Lars Kristian getauft wurde, wurde während seiner Schulzeit in Lauri „finnlandisiert“. Er folgte zunächst dem Werdegang des Vaters, der Diplomlandwirt war und studierte Landwirtschaftswissenschaft. 1910 wurde er für die Finnische Agrarunion (später: Finnische Zentrumspartei) ins Parlament gewählt, 1917 wurde er sogar Parteivorsitzender. Nach der Unabhängigkeitserklärung Finnlands machte Relander eine steile politische Karriere und wurde 1919/20 Sprecher der Eduskunta, wie das Finnische Parlament genannt wird. Die Unterstützung für Relander war anfänglich kaum vorhanden und er wurde erst wenige Tage vor der Präsidentschaftswahl im Jahr 1925 als Kandidat aufgestellt. 
Als Präsident war Relander sehr unerfahren und Entscheidungsträger in der Politik konnten ihn nicht ernst nehmen. Ihm wurde vorgeworfen, kein ausreichendes Programm für seine Präsidentschaft aufgestellt zu haben. Dies schmälerte weiter seine Unterstützung. Selbst seine Auslandsreisen brachten ihm Kritik ein. Er wurde oft mit Präsident Kaarlo Juho Ståhlberg verglichen, der gar keine Auslandsreisen unternahm. Sein Kabinett wurde als schwach und sehr kurzlebig angesehen, wie in vielen jungen Demokratien dieser Zeit. 
1931 war Relander bewusst, dass er nicht mehr wiedergewählt werden konnte und sabotierte die Aussichten seines Parteigenossen Kyösti Kallio, so dass der frühere Ministerpräsident Pehr Evind Svinhufvud als sein Nachfolger gewählt wurde. 
Nach seiner Zeit als Präsident war er Vorsitzender einer Feuerversicherungsgesellschaft für die landwirtschaftliche Bevölkerung. Relander starb 1942 an Herzversagen.